# 鐵達尼號流行文化

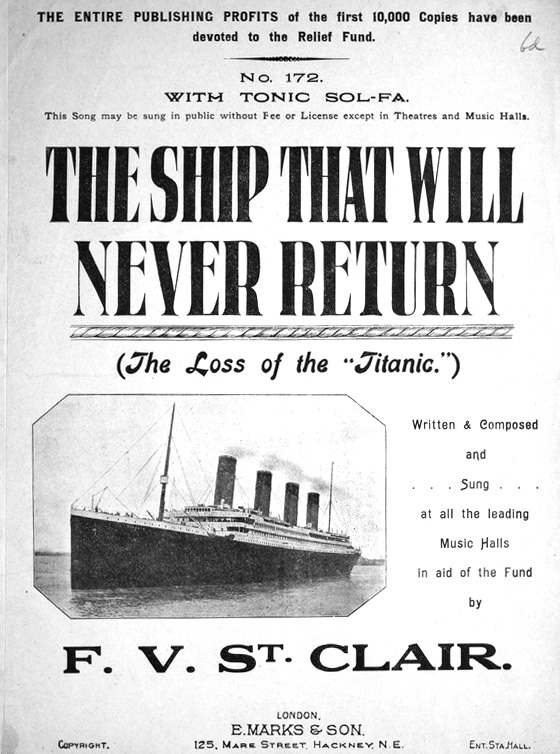
歌曲《一去不回的船》（英文：The Ship That Will Never Return）的樂譜封面，此歌曲系1912年以鐵達尼號沉沒事故為題材創作

1912年的鐵達尼號沉沒事故，多年來一直是公眾感興趣的話題，圍繞該事件湧現出大量相關書籍、電影、歌曲、詩歌和藝術作品。鐵達尼號的災難啟發了許多道德、社會和政治隱喻，並經常被援用為人類野心與大自然對抗的警世故事。

## 主題
鐵達尼號沉沒事故已經成為一種文化現象，藝術家、電影製片、作家、畫家、作曲家、音樂家和舞蹈家從沉沒之後至今，各個文化領域都在紀念這一段歷史事件。正如作家布萊恩·安德森（Brian D.  Anderson）所說的那樣：「鐵達尼號已經成為我們神話的一部分，牢牢佔據了集體意識，這些故事將不斷重演，不是因為需要重新渲染它們，而是因為我們需要（將這個故事）傳遞下去」。
鐵達尼號災難的公眾利益在其直接後果中的強度，可歸因於它對公眾的深刻心理影響，特別是在英語世界。心理學家溫·克雷格·韋德（Wynn Craig Wade）評論說：「在美國，對這起災難的劇烈反應只能和林肯與甘迺迪的總統刺殺案相提並論，整個英語世界都為之動搖。至少對我們來說，這起災難悲劇可以看作是19世紀和20世紀之間的分水嶺」。文學評論家約翰·威森·福斯特將鐵達尼號沉沒描述為「一個信心和樂觀時代的結束，感覺邁入全然不同的階段」。歷史學家艾瑞克·霍布斯邦表示，事故僅兩年多後，人類歷史過了19個世紀後，爆發了第一次世界大戰。
20世紀後期，鐵達尼號曾有三到四次公共兴趣浪潮。第一次在沉沒之後立即出現，但由於第一次世界大戰爆發而突然結束，戰爭這對大多數人來說是一個更大、更直接的問題。第二次是1955年沃爾特·路德的著作《此夜永難忘》出版。1985年羅伯·巴拉德發現了鐵達尼號殘骸，引發了一股持續至今的興趣浪潮。此外，1997年詹姆斯·卡麥隆發行賣座電影《鐵達尼號》、2012年歌詩達協和號觸礁事故（鐵達尼號沉沒事故一百週年前的幾個月），也使鐵達尼號再度成為流行文化的熱門主題。
即使在1912年，公眾對災難的高度興趣也在某些方面產生了強烈的反對意見。小說家約瑟夫·康拉德（他自己也是一名退休的水手）寫道：「我不會被那個事件的虛假、寫作、戲劇方面所困擾，這既不是戲劇，也不是通俗劇，也不是悲劇，而是暴露狂妄自大的愚蠢」。然而，正如約翰·威森·福斯特所指出的那樣，鐵達尼號本身可以視為一個舞台，從船艙的嚴格階級分離、內部宏偉的建築裝修，以及首航本身都有戲劇性的色彩；提前宣傳並突顯了這艘世界上最大船隻首航的歷史性質，並且有大量乘客專門為此次航行而登船。乘客和船員可以被視為許多角色的原型，約翰·威森·福斯特總結為「富人、社交名流、無名英雄、懦夫、烈士、懺悔者、擅離職守者、堅守崗位者、窮人移民、顯性英雄等」。
在這樣的解釋中，鐵達尼號的故事可以視為一種道德劇。根據約翰·威森·福斯特的觀點，另一種觀點認為鐵達尼號位於古典希臘悲劇之間——傲慢的主題、財富和虛榮、在最後的災難中遭遇冷漠的命運。這個故事也與伊莉莎白時代的悲劇人物樣板相匹配，包括英雄主義、喜劇、諷刺、多愁善感和最終的悲劇。簡而言之，鐵達尼號的故事很適合各式各樣已建立的戲劇樣板，使得流行文化很難不以這些方式解釋它。作家史蒂芬妮·巴切夫斯基（Stephanie Barczewski）將這場災難形容為「人類歷史上最令人著迷的單一事件之一」，她也指出鐵達尼號沉沒故事會持續流行的諸多因素：「建造出這艘巨船，象徵著人類聰明才智以及獨創性的標誌。在與大自然力量短暫的抗衡中，巨船毀滅則代表人類失敗的可能性」。人性方面也是公眾迷戀的主因，不同的人以不同方式——對死亡的威脅做出反應 ——有人接受命運、有人為生存而戰。船上的許多人不得不在他們的人際關係中作出不可能的選擇：與丈夫和兒子待在船上，或獨自搭上救生艇生存下來，但是要一個人面對不確定的未來。她總結說，這個故事讓世人擺脫了傲慢和自滿：「它的核心是讓我們想起人類的局限性」。
這場災難稱為「一齣悲慘事件像鐘錶般斷然的凍結時間，成為一個令人難以忘懷的隱喻」——鐵達尼號不僅僅是一種比喻，她能代表更多意義；文化歷史學家史蒂芬·比爾（Steven Biel）描述為「相互矛盾的隱喻，每個人都在爭論災難的社會和政治意義，堅持認為這是真正的意義、真正的教訓」。鐵達尼號的沉沒在很多方面得到了解釋，有些人用宗教方式將其視為神聖審判的隱喻，因為他們所看到的是富裕乘客的貪婪、自大和奢侈。其他人則為留在船上的人解釋為「展示自我犧牲，以便婦孺可以逃脫的基督徒道德」。從社會角度來看，它可以傳達關於階級或性別關係的訊息。似乎有一些「女人和小孩優先」原則確認了俠義男子氣概，以及女性從屬於男性「自然」狀態，這種觀點受到女權主義運動者抵制。此外，諸如千萬富豪約翰·雅各·阿斯特四世和班傑明·古根海姆的自我犧牲，證明了富人和強者的慷慨和道德優越，而三等艙乘客和船員高度的死亡人數，成為工人階級的低重要性標誌；這種觀點主要認為英美乘客和船員的行為證明了「盎格魯－撒克遜價值觀」在危機中的優越性、船東和英美精英的傲慢和狂妄導致災難，或者是人類對技術進步及過度自滿的愚蠢行為。解釋方式和角度如此廣泛，因此讓這場災難經過許多年後仍是民眾爭論和著迷的主題。

### 詩歌
鐵達尼號發生災難後，出現了大量的輓歌和相關詩句，美國雜誌《當代文學》表示，該雜誌的編輯們一致認為「在日報專欄中，沒有任何歷史事件能引起這麼多詩歌創作」。各種報紙都可見到紀念這場災難的詩歌，內容包括從中吸取的教訓、沉沒期間和之後發生的具體事件。其他詩人也發行了創作作品，例如艾德溫·德魯（Edwin Drew）搶先出版一本詩集《沉沒的鐵達尼號船長》。他把作品寄給美國總統威廉·霍華·塔虎脫（現存於美國國會圖書館）和英國國王喬治五世。有幾個乘客經常受到特別紀念，並且在一些情況下成為典範，例如千萬富翁約翰·雅各·阿斯特四世因為英勇赴死而受到表彰。查爾斯·漢森·托（Charles Hanson Towne）是這類詩人的典型，他頌揚了「男人在沉船時的俠義行為」。

### 音樂
根據美國民俗學家唐納·威格斯的說法：「鐵達尼號的災難似乎啟發了最多首歌曲，可能超越了所有美國歷史事件」。僅在1912年至1931年間，美國已經出版了一百多首相關歌曲。在災難發生後僅十天，公眾領域中第一首有關鐵達尼號的商業歌曲就受到著作權保護。隨後市場上也出現許多主題相關的樂譜和黑膠唱片。在許多情況下，它們不僅僅是對悲劇的商業性剝削（儘管這確實存在），也是對這起災難引發許多當代政治、道德、社會、宗教和其他事件的深刻反應。他們從災難中吸取了各種教訓，如貧富差距在災難中的流平效應、善與惡在死亡面前的平等、富人漠視大自然得到的報應、罹難男子的英雄主義、人類自傲如何造成了災難等等。許多更世俗的歌曲則讚揚隨船沉沒的勇敢男性，他們經常強調頭等艙男乘客的高度社會地位和財富，並將其與自我犧牲和道德價值相混淆。
鐵達尼號災難成為美國南部藍調、藍草音樂、鄉村音樂和謠曲歌手們的熱門主題。1924年，藍調音樂家歐內斯特·斯通曼憑單曲〈鐵達尼號〉取得商業成功，售出超過100萬張，成為1920年代最暢銷的歌曲之一。許多作曲家也以音樂描述了相關主題，音樂會是災後籌款活動的主要部分；英國作曲家愛德華·艾爾加曾在皇家阿爾伯特音樂廳指揮一個由500名音樂家組成的超級管弦樂團演奏，為罹難者家屬籌集資金。在沉沒事故後不久，一首鋼琴獨奏曲以葬身大海的場景為主題，使聽者想起鐵達尼號的悲慘災難。甚至在當時流行的舞蹈熱潮中，還衍生出一個鐵達尼號的舞步。有幾部音樂劇是根據鐵達尼號的故事而製作，最著名的或許是1960年《永不沉沒的布朗夫人》，由梅里迪斯·威爾遜編劇和創作歌詞，靈感來自傑納·福勒1949年的著作《永不沉沒的布朗夫人》和頭等艙乘客瑪格麗特·布朗在救生艇上的故事。1997年百老匯音樂劇《鐵達尼號》製作一個傾斜舞台來模擬沉船，獲得成功票房，贏得五項東尼獎；除了在百老匯演出兩年、舉行美國巡演，也至德國、日本、加拿大和澳大利亞演出。

### 文學

#### 生還者回憶錄和首批出版物

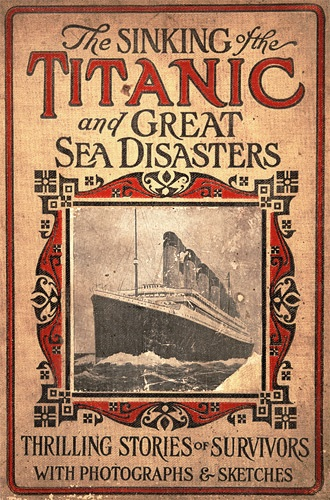
美國歷史學家羅根·馬歇爾 (歷史學家)出版的《鐵達尼號的沉沒》（The Sinking of the Titanic）封面，彙集生還者證詞、悼詞和新聞報導。

鐵達尼號一直是大量書籍的靈感來源，正如作家史蒂芬·比爾（Steven Biel）的評論：「有史以來最受關注的三個主題是耶穌、（美國）內戰和鐵達尼號的災難」。首批書籍在沉沒後不久出版，兩名生還乘客當時發表了自己的經歷——勞倫斯·貝斯利寫了《殞命的鐵達尼號》（The Loss of the S.S. Titanic）、阿奇博·格雷西四世寫了《關於鐵達尼號的真相》（The Truth about the Titanic）。勞倫斯·貝斯利在獲救後不久就開始寫書，並補充對其他生還者的採訪。阿奇博·格雷西四世進行廣泛的研究和採訪，並參加美國參議院對沉沒事故的調查，但是由於船難中的生理傷害，他在書本出版之前就去世了。鐵達尼號二副查爾斯·萊托勒在其1935年出版的《鐵達尼號和其他的船》（Titanic and Other Ships）一書中發表關於沉船經歷的敘述。1997年，在乘務員維奧萊特·傑索普死後出版的《鐵達尼號生還者》（Titanic Survivor）中公布了簡短的第一手資料。其他許多作者發表了新聞報導、訪談和生還者證詞的彙編。英國作家費爾森·楊著作的《鐵達尼號》是災難後的首批出版物之一，但內容的真實性較低。

#### 第二批出版物
1955年，第一本記載精確史實的著作《此夜永難忘》出版，作者沃爾特·路德是一名鐵達尼號故事的愛好者，他採訪了60位生還者，並藉鑑了以前的著作和研究成果；這本書取得巨大的成功，出版兩個月內銷售6萬本，而且連續六個月銷量第一名。這本書也從未絕版，1998年達到第50版，並翻譯成十幾種語言。1968年，英國海軍歷史學家傑佛瑞·馬庫斯（Geoffrey Marcus）出版《首航之旅》（The Maiden Voyage），該書從乘客出發到公開調查都進行探討和敘述。作者自稱此書全面滲透了事件始末，指責船長史密斯和白星航運導致這場災難，並譴責英國調查的「官方謊言」和「推諉責任」。1986年，沃爾特·路德再次思考舊作內容後，出版《此夜永難忘》的續集《那一夜的生命》（The Night Lives On）；《巴爾的摩太陽報》編輯麥可·斯拉戈指出：「沃爾特·路德想知道二副查爾斯·萊托勒是否過度執行女人和小孩優先的原則」。

#### 第三批出版物
1985年，鐵達尼號殘骸的發現激發了第三批出版潮，在1997年詹姆斯·卡麥隆的賣座電影和2012年一百周年紀念後又出版了更多書籍。羅伯·巴拉德在1987年出版的《發現鐵達尼號》（The Discovery of the Titanic）一書中闡述他的搜索和發現過程，成為暢銷書。約翰·伊頓（John P. Eaton）和查爾斯·哈斯（Charles A. Haas）在1986年製作了《鐵達尼號的成功和悲劇：字畫編年史》（Titanic: Triumph and Tragedy: A Chronicle in Words and Pictures），這是一本長達320頁的插圖集，詳細講述鐵達尼號的故事、裝備、首航、災難和善後；採用許多歷史照片和藝術插圖的大量視覺手法呈現；作家布萊恩·安德森（Brian D. Anderson）描述它是「百科全書式、完美的鐵達尼號指南」。溫·韋德（Wyn Wade）1992年的書《鐵達尼號：世紀災難》（The Titanic: Disaster of a Century）講述航運融資、建造以及卡柏菲亞號拯救生還者的故事。1997年，歷史學家唐·林奇出版《鐵達尼號的內幕》（Inside the Titanic），展示船隻和災難的概況，並收錄插畫藝術家肯·馬歇爾演繹的繪畫作品。蘇珊·威爾斯（Susan Wels）1997年的著作《鐵達尼號：世界最偉大遠洋班輪的遺產》（Titanic: Legacy of the World's Greatest Ocean Liner）記錄了皇家郵輪鐵達尼號公司搶救殘骸的工作，歷史學家丹尼爾·阿倫·巴特勒於1998年出版《永不沉沒：鐵達尼號的完整故事》（Unsinkable: The Full Story of the RMS Titanic），提出學術考察。作家羅賓·加丁納則在1995年出版《鐵達尼號的謎團》（Riddle of the Titanic）、1998年出版《鐵達尼號：永不沉沒之船》（Titanic: The Ship that Never Sank），他在這兩本書中提出一個陰謀論，指現存的海底殘骸實際上是奧林匹克號，而白星航運將這兩艘船掉包作為保險騙局的一部分。

#### 小說
以鐵達尼號為主題的各種小說多年來都有陸續出版。最早的是德國作家羅伯特·弗里德倫德爾-普雷希特爾的《鐵達尼號》，1937年首次在德國出版、1938年在英國出版、1940年在美國出版；小說主角是約翰·雅各·阿斯特四世，探討的重點是救贖。它被認為是第一部嚴肅的鐵達尼號小說。1975年，英國小說家亞瑟·查理斯·克拉克出版科幻小說《地球帝國》，杜撰23世紀時，鐵達尼號殘骸已經安置在紐約的博物館內展覽。1976年，美國小說家克萊夫·卡斯勒的《衝出地獄海》在出版四年後，授權翻拍成高成本電影。1990年，亞瑟·查理斯·克拉克又寫了一本《大淺灘幽魂》，杜撰兩組探險隊試圖打撈鐵達尼號的殘骸。其他小說家各自杜撰了不同情節，例如丹妮爾·斯蒂爾《無盡的愛》（Palomino）、馬克斯·艾倫·科林斯《鐵達尼號謀殺案》（The Titanic Murders）和貝里爾·博布瑞奇《各自逃命》（Every Man for Himself）。
但是在所有小說中，最著名的卻是事故發生前出版的作品。1898年，美國作家摩根·羅伯遜出版一本中篇小說，名為《泰坦殘骸》，講述一艘虛構的英國大型郵輪「泰坦號」，從美國橫渡北大西洋前往英國途中撞上冰山沉沒，因為攜帶的救生艇不夠，船上2500人只有13人生還。小說情節和14年後發生的鐵達尼號沉沒事故具有許多相似之處，「泰坦號」與鐵達尼號名稱相似、船體尺寸相似、都有3個螺旋槳、都有最新技術的水密艙室、都號稱「永不沉沒」、都是世界上最大的海上船舶、都是人類最偉大的工業作品、救生艇數量都按照法律的最低要求、都在4月份接近半夜的時間沉沒等，因此成為一樁受到頻繁評論的文學巧合。這本書在鐵達尼號沉沒事故後不久就重新出版，並且又陸續發行了幾個版本。

### 電影

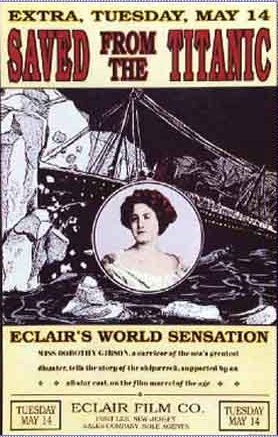
1912年《拯救鐵達尼號》海報，第一部關於鐵達尼號災難的電影。

1912年5月14日，美國無聲電影《拯救鐵達尼號》首映，這是第一部關於鐵達尼號災難的電影，在沉沒事故後僅29天就問世了，並且有一名真正的生還者擔任該片女主角——女演員朵洛西·吉布森，她甚至穿著在鐵達尼號沉沒時的衣服演出。這部電影當時在國際上獲得成功，不過其唯一的電影膠片於1914年3月的火災中燒毀，成了散失電影。1912年8月，德國無聲電影《在黑夜與冰山》首映，該片在蘇格蘭皇后號拍攝一部分遠景，並使用6.1公尺長的鐵達尼號模型來模擬冰山碰撞畫面。其後的四十年間，陸續有多部以鐵達尼號為主題的電影推出，雖然都不是小成本製作，但在拍攝細節與史實考證上並不嚴謹，例如《海洋戲劇》（Et Drama på Havet，1912年）、《亞特蘭提斯》（Atlantis，1913年）、《冰洋遇險》（1929年）、《鐵達尼號》（1943年），特別是1953年的《鐵達尼郵船遇險記》幾乎沒有考慮任何歷史準確性，成了一部通俗劇。
1958年7月3日首映的英國電影《冰海沉船記》仍然受到公認是描寫史實最準確的鐵達尼號電影，該片以1955年記載精確史實的著作《此夜永難忘》為考證來源，側重於災難歷史，並以紀錄片方式呈現細節。導演是羅伊·沃德·貝克，由肯尼斯·莫爾主演。劇組聘請鐵達尼號四副約瑟·博士爾和生還乘客勞倫斯·貝斯利擔任顧問，且以60萬英鎊的製作成本打破英國影史紀錄。它贏得了無數獎項和好評，包括金球獎和大西洋兩岸的影評討論。此外，該片也成為災難片的典範之一，啟發了《海神號》、《火燒摩天樓》等電影。1980年的《鐵達尼郵船重見天日》成為成本高昂的失敗電影，該片由傑瑞·詹姆森執導，根據克萊夫·卡斯勒的小說《衝出地獄海》改編，製作成本超過4,000萬美元，但票房僅有1,000萬美元。
1997年的《鐵達尼號》是第一部實際拍攝鐵達尼號殘骸影像的電影，導演詹姆斯·卡麥隆於1995年夏天組織了12次潛水，使用俄羅斯製造的深海潛艇和平號進行拍攝。該片也是關於這艘沉船最成功的商業電影，於1997年12月19日上映九週後打破了美國票房紀錄，一週後成為全球第一部達到10億美元票房的電影。至1998年3月，締造超過12億美元的票房紀錄，直到2009年由該片導演的下一部電影《阿凡達》超越。該片圍繞頭等艙乘客蘿絲·狄威特·布克特（凱特·溫斯蕾飾演）與三等艙乘客傑克·道森（李奧納多·狄卡皮歐飾演）之間的戀情。導演表示，他將兩位主角設計為為「觀眾情緒避雷針」的角色，使災難的悲劇更加直接。美國心理醫生彼得·克萊默對此表示，愛情故事旨在將災難人性化，而這場災難讓愛情故事昇華為神話故事。該片的製作成本為2億美元，成為當時的史上最昂貴電影；其中大部分場景是在一座幾乎完整的鐵達尼號右舷複製品上拍攝。1998年，該片在第70屆奧斯卡金像獎頒獎典禮上獲得11座獎項，包括最佳影片獎、最佳導演獎和最佳攝影獎等。為配合鐵達尼號的一百周年紀念，又投資1,800萬美元將原始底片轉換為3D電影，於2012年4月4日重新上映。

### 偽紀錄片

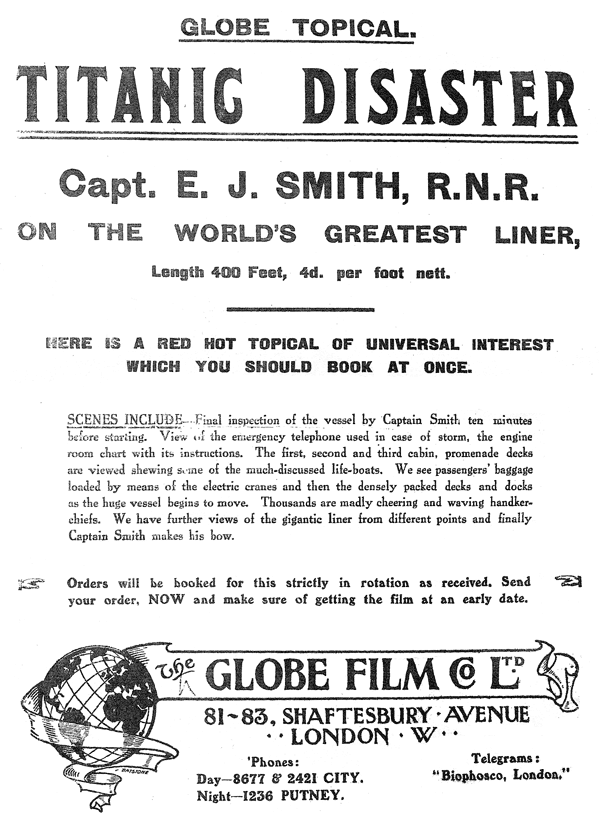
1912年一部偽紀錄片的戲院廣告單，實際上該片鏡頭是1911年前拍攝的奧林匹克號。

鐵達尼號沉沒了幾天後，美國和歐洲許多戲院都在放映相關的新聞紀錄片或幻燈片，而且相當賣座。到1912年4月底，至少有9家美國公司已經發行了鐵達尼號幻燈片，可以在公開場合購買或租借，並附有海報、大廳照片、腳本和樂譜。他們試圖將幻燈片與短片、漫畫和風景片結合在一起。由於幾乎沒有任何鐵達尼號的影片存在，所以任何關於鐵達尼號災難的紀錄片都難以製作。鐵達尼號在1911年5月31日下水儀式的幾秒鐘畫面是由貝爾法斯特的電影有限公司（Films Limited）拍攝，而專題預算公司（Topical Budget Company）似乎曾在南安普敦港拍攝了一些鏡頭——但是資料已經失蹤了。除此之外，所有存在的檔案都是照片，這些照片在影片中的用途非常有限。像法國的高蒙電影公司便擁有這樣的新聞片段，利用沉沒後的拍攝來剪接成新材料，彌補船隻本身影像的不足；其中包括卡柏菲亞號抵達紐約的畫面、鐵達尼號生還者下船、在白星航運辦公室外聚集等待名單公布的群眾。由於掌握到最多的影像，高蒙電影公司的鐵達尼號紀錄片便取得了巨大成功，在世界各地大賣；但是在法國的商業表現相對較差，可能是因為當地新聞不是由鐵達尼號主導，而是無政府主義幫派邦諾幫遭警方掃蕩逮捕的新聞更加熱門。早在4月27日，第一部鐵達尼號新聞紀錄片就出現在澳大利亞；而德國電影製片人馬丁·登特勒還保證他發表的鐵達尼號新聞片將會「座無虛席」。
一些電影公司試圖擷取其他電影的畫面，彌補匱乏的鐵達尼號影像，或者將鐵達尼號的下水儀式片段誤導為沉沒畫面。紐約34街上一家戲院老闆多次遭到憤怒的顧客毆打，這些顧客都是類似這種騙局的受害者。《紐約戲劇鏡報》報導了該戲院老闆的狀況：「兩隻眼睛都黑了、掉了幾顆牙齒、還有藍黑色的瘀傷......現在他整張臉的下半部幾乎都是瘀青。他毫不猶豫的說『即使我付了五百元去看醫生和牙醫，我仍然要聲明這些廣告中沒有不實字眼，沒人可以指責我是個騙子』」。1912年4月26日，一家在貝永的戲院發生暴動，因為它宣傳並播放了偽紀錄片，以「鐵達尼號沉沒及拯救生還者」為片名誘使觀眾買票。在《紐約世界報》報導的第二天，當地警方不得不介入，警方表示：「觀眾以為能看到一些轟動的片段，結果發出強烈的抗議聲，那家戲院裡的椅子都被撕裂了」。最後，當地警察局長禁止了播映。由於鐵達尼號災難偽紀錄片的擴散，造成類似的公眾憤怒和混亂，促使田納西州孟菲斯市長下令「禁止播放任何描繪鐵達尼號災難或其任何階段的影片」。費城市長和波士頓市長很快也跟著宣布這項政令。到了1912年8月份，鐵達尼號的新聞紀錄片已經沒人想看了，許多商業報紙都報導指出，鐵達尼號與冰山的紀錄片段「不再吸引觀眾」。

### 收藏品和紀念品

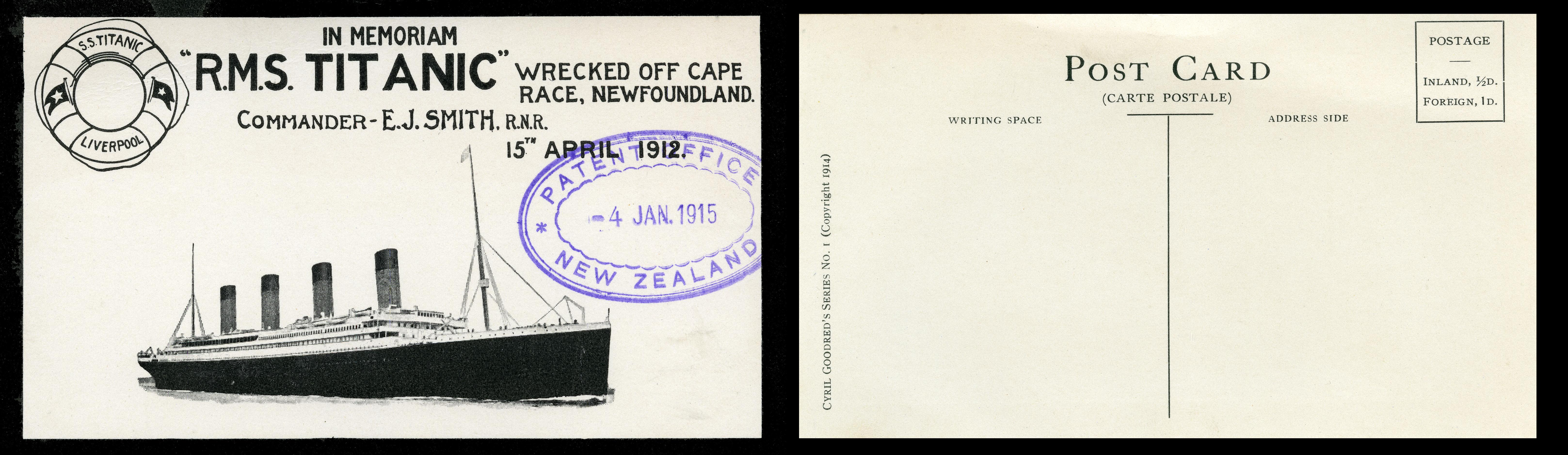
悼念鐵達尼號的明信片。

鐵達尼號沉沒後促使商人製作各種收藏品和紀念品，其中許多具有明顯的宗教色彩。愛德華時代的英格蘭對收藏明信片的需求量很大；在國內電話稀少的20世紀初，人們以明信片寄送短訊相當於現代的簡訊或推文。在鐵達尼號沉沒之前，已經有一些明信片的圖樣是鐵達尼號正在施工或新建成，後來成為非常熱門的收藏品。不過對收藏家來說，更值得收藏的是鐵達尼號首航期間在船上寫的少量明信片，這些文物通常是在瑟堡和皇后鎮的港口寄出。沉沒後，出版商發行了大量紀念明信片作為災難的遺物，圖樣通常衍生自19世紀的宗教藝術，表現出悲傷少女的形態，同時寫上宗教口號。對於許多虔誠的基督徒來說，這場災難帶來令人不安的宗教影響；温彻斯特主教將其描繪成「對人類放肆行為的警告和遺跡」，而其他人則認為這是神的懲罰：「上帝教訓人類，就跟挪亞發生的一樣」。鐵達尼號在深度超過3,700公尺的最終位置，也讓一些人解釋為地獄和煉獄，或隱喻為基督教的深淵。有民間傳說認為，音樂家們在鐵達尼號即將沉沒時演奏基督教讚美詩〈與主更親近〉，這成為虔誠的象徵。商人為了銘記這次災難而發售許多紀念品，〈與主更親近〉和相關口號也一直重複出現。班佛公司在英格蘭發行了一系列非常受歡迎的明信片，其中印刷了〈與主更親近〉的歌詞、哀悼的女人和背景中沉沒的鐵達尼號。
鐵達尼號留下來的照片數量非常有限，因此一些不擇手段的明信片出版商用盡手法來滿足公眾需求，經常以姐妹艦奧林匹克號的照片頂替鐵達尼號，這些假照片中常見的錯誤是船上第四根煙囪冒著滾滾煙霧；事實上，第四根煙囪是裝飾物，純粹是為了美學而加裝。冠達航運旗下的船隻盧西塔尼亞號和茅利塔尼亞號，以及卡柏菲亞號的照片也都經常遭商人修飾為鐵達尼號。其他明信片則讚頌男性乘客和船員，特別是船上音樂家的英勇。市面上也出現其他各式各樣的收藏品，從錫製糖果盒、紀念瓷盤到威士忌量酒器都有。黑色泰迪熊是最不尋常的鐵達尼號紀念品之一，德國製造商史黛芙公司在1907年曾推出原型黑色泰迪熊，但是銷量不佳，消費者不喜歡黑熊的陰沉外觀。在鐵達尼號災難發生後，該公司限量製作了494隻黑色「哀悼小熊」，在倫敦商店櫥窗展示。這些玩具迅速售罄，在1917年至1919年之間還生產了161隻，是所有泰迪熊中最搶手的。2000年12月，倫敦佳士得拍賣會的一隻「哀悼小熊」以9.18萬英鎊拍出，遠遠超過人們的預期。

### 電玩遊戲
自1984年以來，市面上已經出現數十款以鐵達尼號為主題的電玩遊戲，其中大部分內容都是關於沉沒倒數中的鐵達尼號，而玩家扮演在船上試圖逃生的乘客，或者是扮演探勘潛水員搜索，可能還要試圖打撈沉船。1984年，第一款電玩遊戲《鐵達尼號：冒險開始》（Titanic: The Adventure Begins...）發行，玩家要扮演深海淘金探險隊，搜索殘骸內四百多個房間。其餘遊戲內容包括《超越鐵達尼號》（Beyond the Titanic，1986年），玩家扮演試圖在災難中活命的乘客、《鐵達尼號：打撈任務》（Titanic: The Recovery Mission，1986年），玩家扮演尋找殘骸文物的考古團隊、《搜尋鐵達尼號》（Search for the Titanic，1989年），玩家扮演海洋學家探索殘骸、《鐵達尼號：時光冒險》（1996年），玩家扮演在船上執行任務的英國特務、《1912：鐵達尼號之謎》（1912: Titanic Mystery，2009年），玩家必須找出藏在船上的炸彈、《拯救鐵達尼號》（Save the Titanic，2012年），玩家扮演避免撞上冰山的船長。2012年，《鐵達尼號：榮耀》進行開發，根據開發商表示，這款遊戲將具有可互動郵輪及南安普敦港口的功能，以及遊覽模式和重現船難模式。

## 其他出現
在日本動畫數碼寶貝大冒險第一季第17集《冒牌船長，巨雞獸》中出現的豪華遊輪雖然並沒有顯示名稱，但由船上的設施，包括仿照鐵達尼號之大樓梯可以推斷出該遊輪乃影射鐵達尼號。

## 外部連結
- Titanic titles （页面存档备份，存于） at the Internet Movie Database